# Wuppertal Institut für Klima, Umwelt, Energie
Die Wuppertal Institut für Klima, Umwelt, Energie gGmbH ist eine gemeinnützige Forschungseinrichtung in Wuppertal. Sie agiert als internationale wissenschaftliche Denkfabrik (Thinktank) im Bereich der impact- und anwendungsorientierten Nachhaltigkeitsforschung. Die Forschung des Wuppertal Instituts zielt auf die Gestaltung von Transformationsprozessen, hin zu einer klimagerechten und ressourcenleichten Welt und erarbeitet dafür wissenschaftliche Grundlagen. Als übergeordnetes Ziel strebt das Wuppertal Institut eine „treibhausgasneutrale und ressourcenleichte Gesellschaft“ bis zum Jahr 2050 an. Die Einrichtung erforscht und entwickelt nach eigener Aussage Leitbilder, Strategien und Instrumente für Übergänge zu einer nachhaltigen Entwicklung auf lokaler, regionaler, nationaler und internationaler Ebene. Im Zentrum stehen Ressourcen-, Klima- und Energie-Herausforderungen in ihren Wechselwirkungen mit Wirtschaft und Gesellschaft.
Ein Forschungsschwerpunkt des Instituts ist die Analyse und Förderung von Innovationen zur Entkopplung von Ressourcenverbrauch und Wohlstandsentwicklung. Den Rahmen dafür bilden ein transdisziplinäres Wissenschaftsverständnis sowie konzeptionelle Grundlagen der Transition-Forschung. Dazu gehören die Problemanalyse, die Visionsentwicklung wie auch die Konzeption und Gestaltung von Realexperimenten und die Diffusion erfolgreicher Transformationsansätze in die Arbeitswelt. Das Institut versteht sich als Vermittler zwischen Wissenschaft, Wirtschaft und Politik und arbeitet dementsprechend anwendungsorientiert. Aufbauend auf der klassischen, an Disziplinen orientierten Wissenschaft, werden Nachhaltigkeitsprobleme interdisziplinär und transdisziplinär bearbeitet.

## Geschichte

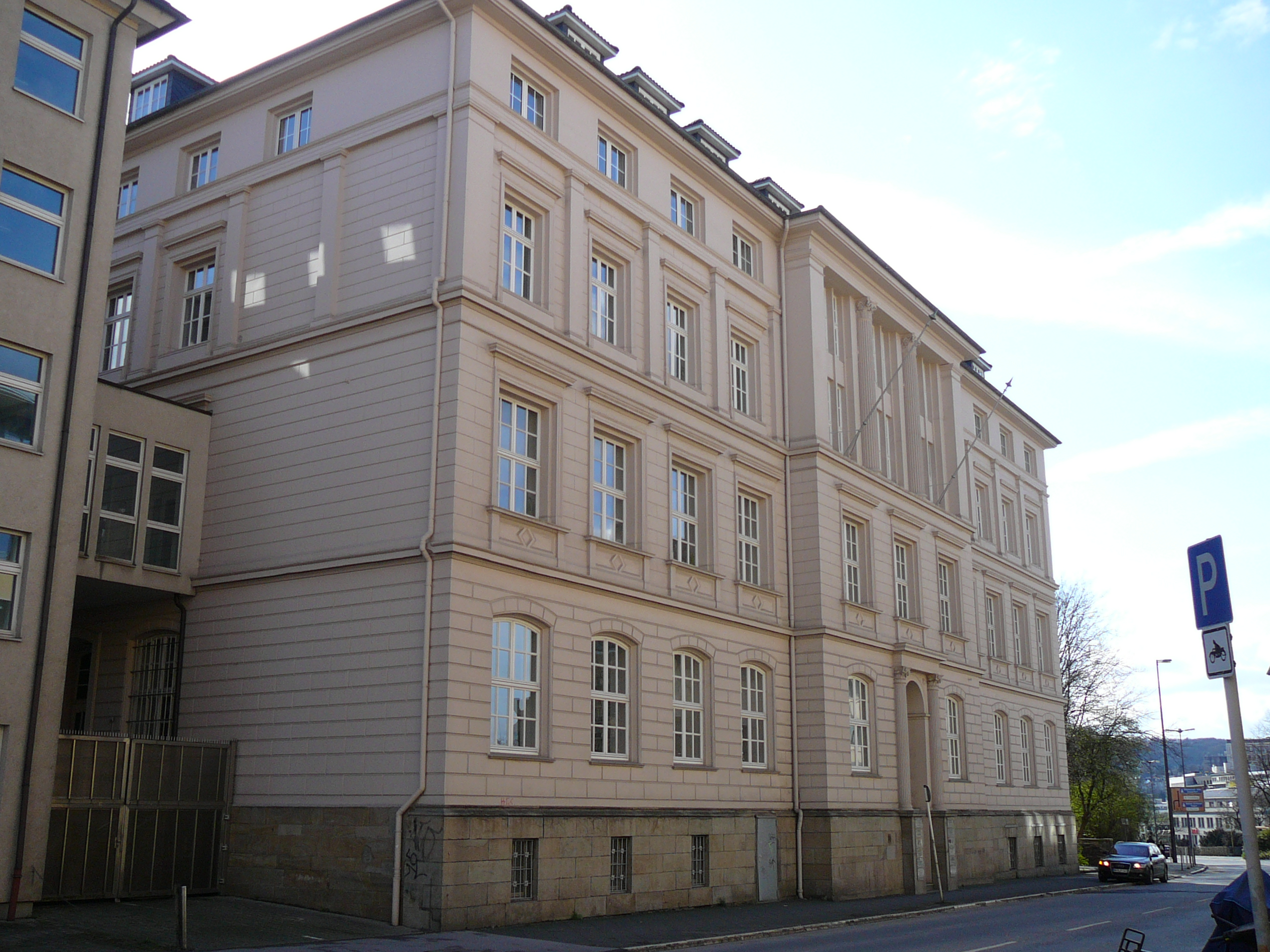
Der Hauptsitz des Wuppertal Instituts befindet sich im Dürer-Haus in Wuppertal-Elberfeld.

Die Gründung des Instituts erfolgte 1990. Unter der Leitung von Ernst Ulrich von Weizsäcker nahm es 1991 seine Arbeit auf. An erster Stelle in seinem im Gesellschaftervertrag festgelegten Auftrag stand „Die Förderung von Maßnahmen und Initiativen zur Sicherung der Klimasituation, zur Verbesserung der Umwelt und zur Energieeinsparung als Schnittstelle zwischen wissenschaftlicher Erkenntnissuche und praktischer Umsetzung“. Von Weizsäckers Ansatz war eine Ressourcenstrategie, die auf eine Minderung des Umweltverbrauchs durch eine „Effizienzrevolution“ setzte und dabei den Weg in „neue Wohlstandsmodelle“ aufzeigte. Der Grundpfeiler Effizienz spielt die entscheidende Rolle im Buch „Faktor Vier. Doppelter Wohlstand – halbierter Naturverbrauch“ von Ernst Ulrich von Weizsäcker, Amory und Hunter Lovins (Rocky Mountain Institute, USA). Sie trugen fünfzig Beispiele für komfortable Produkte mit halbiertem Naturverbrauch zusammen, wie Hyperauto, Passivhaus, Superfenster, langlebige Möbel oder ein Sommerurlaub in den österreichischen Alpen. Das Buch wurde als „Bericht an den Club of Rome“ akzeptiert und blieb mehrere Monate auf den Bestsellerlisten. Es ist inzwischen in mehr als zehn Sprachen übersetzt worden.
Peter Hennicke, der bereits zuvor an der Nutzung von Effizienzpotenzialen bei der Energienutzung arbeitete, intensivierte seine Forschungsarbeiten als Direktor der Abteilung Energie. Große Resonanz fand das Konzept des damaligen Vizepräsidenten Friedrich Schmidt-Bleeks der „Materialintensität pro Serviceeinheit (MIPS)“ und die Bestimmung der „Ökologischen Rucksäcke“, welche Waren und Dienstleistungen mit sich tragen, wenn sie beim Konsumenten ankommen. Er erkannte, dass sich die seinerzeitige Umweltpolitik zu wenig um die großen Stoffströme gekümmert hatte, dass zusätzlich zu den durchaus erfolgreichen gesetzlichen Emissionsbegrenzungen für Schadstoffe die Stoffströme reduziert werden müssten, um die endlichen Material-, Energie- und Naturressourcen zu schonen. Mit dem Konzept des „Ökologischen Rucksacks“ brachte er diesen Gedanken in die wissenschaftliche und politische Diskussion ein.
In der Folge des Erdgipfels in Rio de Janeiro 1992 stand in vielen Nationen die Frage der Umsetzung der beschlossenen Agenda 21 auf der (umwelt-)politischen Tagesordnung. Der 1995 herausgekommene Bericht Zukunftsfähiges Deutschland sollte hier Abhilfe schaffen: In dieser von BUND und MISEREOR in Auftrag gegebenen Studie betrat das Team des Instituts unter der Leitung von Reinhard Loske und Raimund Bleischwitz methodisches Neuland. Ausgehend von einer Abschätzung der Tragekapazität der Erde bzw. des Umweltraumes, entwickelte diese Studie Leitbilder, „nach welchen eine Übernutzung des uns Deutschen zustehenden Umweltraumes vermieden werden kann. Diese stützten sich auf Effizienz und Suffizienz“.

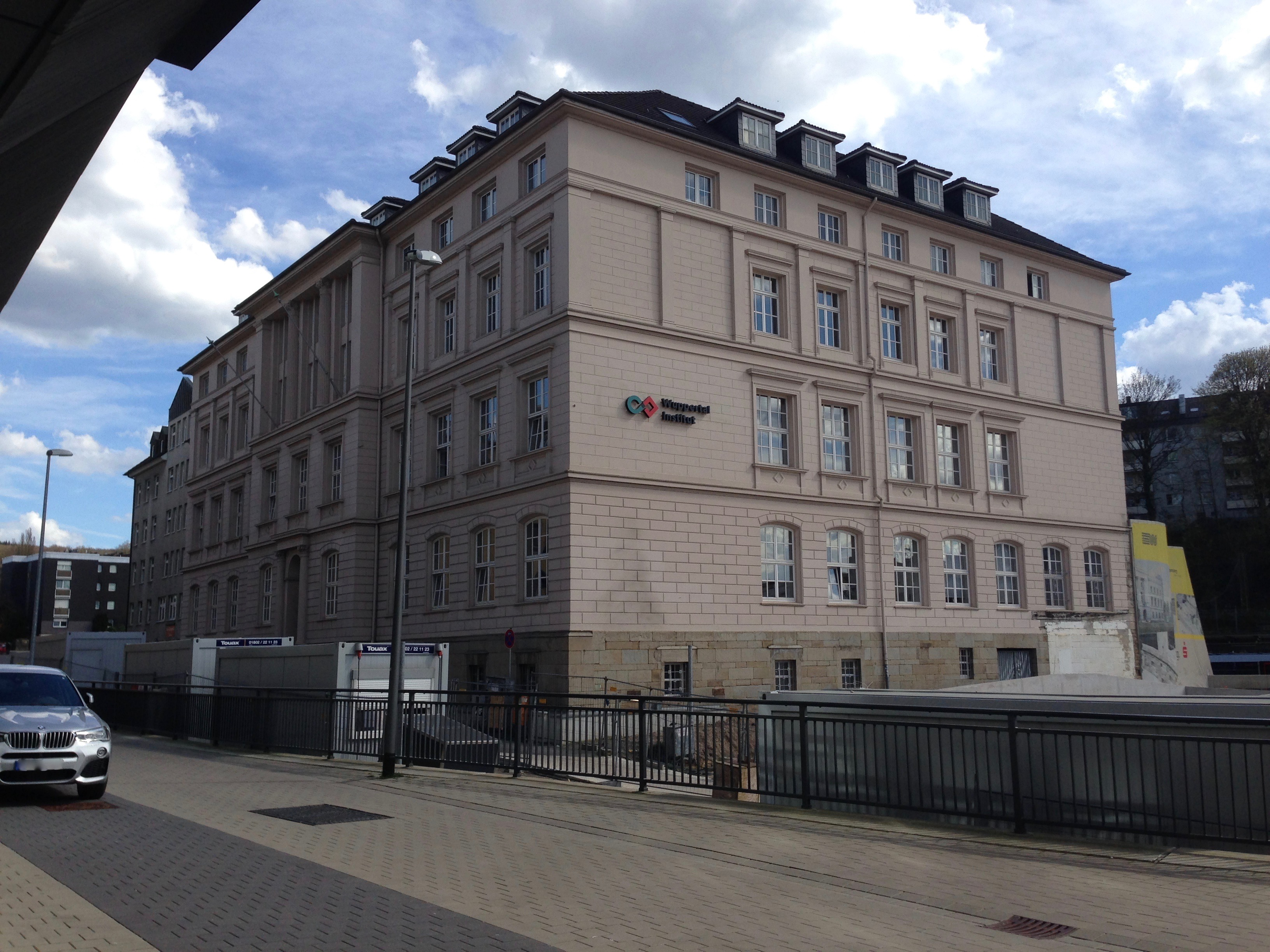
Das Gebäude vom Döppersberg aus gesehen

Einer der bekanntesten Mitarbeiter ist Wolfgang Sachs, Mitglied des Club of Rome und Lead-Autor beim Weltklimarat. Unter seiner Leitung entstand zehn Jahre später die Studie „Zukunftsfähiges Deutschland in einer globalisierten Welt“; das Buch erschien im Oktober 2008. Die Herausgeber BUND, EED und Brot für die Welt wollen mit der Studie einen Anstoß geben, um die gesellschaftliche Debatte über eine global nachhaltige Entwicklung voranzubringen. Der Globalität der Probleme wurde in der Klimapolitik durch die Verabschiedung des Kyoto-Protokolls von 1997 zumindest in Ansätzen Rechnung getragen, auch wenn die Ratifizierung erst viele Jahre später erfolgte. In diesem völkerrechtlichen Vertrag wurden zum ersten Mal mengenmäßige Begrenzungen der Treibhausgasemissionen festgeschrieben. Die internationale Klimadebatte wurde von Anfang an intensiv wissenschaftlich begleitet.
Zehn Jahre nach der Konferenz der Vereinten Nationen über Umwelt und Entwicklung in Rio de Janeiro wurden auf dem Weltgipfel für nachhaltige Entwicklung in Johannesburg im September 2002 die internationalen Vereinbarungen zu nachhaltiger Entwicklung mit neuen Zeitzielen und Handlungsprioritäten fortgeschrieben. In seinem „Plan of Implementation“ formulierte der Weltgipfel auch ein integriertes Wissenschafts- und Politikverständnis. Mit der Neukonzipierung des Wuppertaler Forschungsprogramms 2003 wurde dies methodisch und inhaltlich unter dem Stichwort „Sustainability Research“ in der Forschungsagenda des Instituts umgesetzt.
Im September 2004 wurde ein Berliner Büro unter Leitung von Hermann E. Ott eingerichtet. 2009 übernahm Wolfgang Sachs die Leitung, 2013 Maja Göpel, ab 2017 Daniel Vallentin und Timon Wehnert.
Seit seiner Gründung arbeitet das Wuppertal Institut an Visionen für eine nachhaltige und CO₂-arme Gesellschaft. Auf dieser Zielvorgabe, den Treibhausgasausstoß in Deutschland um 80 Prozent bis 2050 zu senken, begründet, hat das Wuppertal Institut verschiedene Langfrist-Szenarien für das deutsche Energiesystem entwickelt. Sie dienen unter anderem als Grundlage für die Langfrist-Energiestudie der Bundesregierung. Aber auch die Klimaschutzpolitik von Kommunen sollte sich – laut dem Institut – strategisch am langfristigen Ziel der kohlenstoffarmen Gesellschaft orientieren. Wie dies aussehen kann, wird in einer Studie im Auftrag der Siemens AG für München gezeigt. Nach Peter Hennicke, der als Nachfolger von Ernst U. von Weizsäcker die Leitung von 2000 bis 2008 innehatte, wurde am 1. März 2010 Uwe Schneidewind dritter Präsident des Instituts. Schneidewind hat eine Professur an der Bergischen Universität Wuppertal inne. Am Wuppertal Institut stellt Schneidewind das transdisziplinäre Wissenschaftsverständnis in den konzeptionellen Rahmen einer „Forschung des Übergangs“. 2011 veröffentlichte der Wissenschaftliche Beirat der Bundesregierung Globale Umweltveränderungen (WBGU) sein Hauptgutachten „Welt im Wandel – Gesellschaftsvertrag für eine Große Transformation“, in dem ein grundlegender Wandel, eine Wende von der fossilen zur postfossilen Gesellschaft gefordert wird. Aufgabe der Forschung sei es, diese Übergangsprozesse zu untersuchen und den Umbau durch spezifische Innovationen in den relevanten Sektoren zu unterstützen. Dieser Ansatz prägt die wissenschaftliche Arbeit am Institut. Dazu gehört auch die Frage der Sicherung von Wohlstand, des „guten Lebens“, jenseits eines ungehemmten wirtschaftlichen Wachstums.
Im Sommer 2018 erschien das Buch „Die Große Transformation – Eine Einführung in die Kunst gesellschaftlichen Wandels“ von Uwe Schneidewind. Das Buch will Antworten auf die Frage finden, wie der Umbau zu einer sozial und ökologisch gerechten Welt gelingen kann. Dafür brauche es „Zukunftskunst“, schreibt Schneidewind. Damit ist die Fähigkeit gemeint, kulturellen Wandel, „kluge“ Politik, neues Wirtschaften und innovative Technologien miteinander zu verbinden und auf dieser Basis gestalterische Beiträge zur Umsetzung der Energiewende, Mobilitätswende, Ernährungswende oder zum nachhaltigen Wandel in den Städten zu leisten.
Zum 30. April 2020 verließ Uwe Schneidewind das Wuppertal Institut. Seit dem 1. Mai 2020 führt Manfred Fischedick das Institut als wissenschaftlicher Geschäftsführer. Manfred Fischedick, studierter Ingenieur und Professor für Wirtschaftswissenschaften an der Schumpeter School of Business and Economics der Bergischen Universität Wuppertal, beschäftigt sich in seiner Arbeit unter anderem mit systemanalytischen Fragestellungen, Aspekten der Innovationsdynamik und der Markteinführung neuer Technologien. Im Oktober 2020 veröffentlichte das Wuppertal Institut den für Fridays for Future Deutschland mit finanzieller Unterstützung der GLS Bank erstellten Bericht „CO2-neutral bis 2035: Eckpunkte eines deutschen Beitrags zur Einhaltung der 1,5-°C-Grenze“. Darin wurde untersucht, wie Deutschland zum 1,5-Grad-Ziel beitragen könne. Der Bericht kam zu dem Schluss, dass die bis dahin beschlossenen Ziele und Maßnahmen nicht ausreichen würden, stattdessen sei ein deutlich schnellerer Weg zur Klimaneutralität nötig.

## Organisation und Forschung
Das Institut versteht sich als Mittler zwischen Wissenschaft, Wirtschaft und Politik und arbeitet dementsprechend anwendungsorientiert. Organisiert als eine rechtlich selbständige, gemeinnützige GmbH mit Hauptsitz in Wuppertal, erwirtschaftet das Wuppertal Institut den größten Teil seines Budgets extern durch Drittmittel-finanzierte Forschungsförderung. Die Förderer und Auftraggeber sind unter anderem Ministerien auf internationaler, europäischer, Bundes- und Länderebene, Kommunen, Wirtschaftsunternehmen und -verbände, sowie gesellschaftliche Organisationen. Zudem erhält das Institut eine Grundfinanzierung vom Land Nordrhein-Westfalen als alleinigem Eigentümer; es ist im Verantwortungsbereich des Ministeriums Wirtschaft, Industrie, Klimaschutz und Energie des Landes Nordrhein-Westfalen angesiedelt.
Am Institut arbeiten ca. 320 Menschen. Den Großteil davon macht das wissenschaftliche Personal aus, mit unterschiedlichen disziplinären Hintergründen: Natur- und Umweltwissenschaften, Geographie, Systemwissenschaften, Ingenieurwissenschaften, Planungswissenschaften, Politik- und Wirtschaftswissenschaften sowie Sozialwissenschaften. In der Belegschaft gibt es etwa gleich viele Frauen wie Männer.
Im Laufe des Jahres 2019 wurden mit der gewachsenen Größe des Instituts strukturelle Veränderungen umgesetzt. So nahmen 13 neue Forschungsbereiche, die innerhalb der vier Institutsabteilungen organisiert sind, ihre Arbeit auf. Anfang 2024 erhöhte sich die Anzahl der Forschungsbereiche auf 15. Mit der neuen Struktur will das Institut der höheren Führungskomplexität Rechnung tragen und auch die Forschungsfelder klarer nach außen positionieren.
Das Institut berät in seiner wissenschaftlichen Tätigkeit Ministerien auf Bundes- und Landesebene sowie der Europäischen Union und steht damit häufig in der Öffentlichkeit. Am 2. März 2020 stellten Svenja Schulze (Bundesumweltministerin) und Manfred Fischedick bei einer Bundespressekonferenz die erste umweltpolitische Digitalagenda des Bundes vor. Sie enthält 70 konkrete Maßnahmen, die Digitalisierung und Klimaschutz miteinander verbinden. So soll beispielsweise das Umweltbundesamt ein Register für Rechenzentren erstellen, als Datengrundlage für künftige Effizienzvorgaben. Smartphones und Tablets sollen durch neue Regeln auf EU-Ebene ein längeres Leben bekommen und hierdurch Ressourcen eingespart werden. Im Rahmen der Ökodesign-Richtlinie der Europäischen Union soll vorgeschrieben werden, dass Hersteller Akkus und Displays austauschbar machen und für eine Mindestfrist Ersatzteile oder Updates anbieten müssen. Das Wuppertal Institut hat das Bundesumweltministerium bei der Erstellung der umweltpolitischen Digitalagenda intensiv begleitet und wissenschaftlich beraten.
Ein internationaler wissenschaftlicher Beirat berät das Institut und überwacht die Unabhängigkeit der Forschung und die wissenschaftliche Qualität. Das Büro Berlin fördert die Kooperation mit wissenschaftlichen Instituten und Forschungspartnern in der Hauptstadt.
Die wissenschaftliche Arbeit des Instituts erfolgt im Wesentlichen in vier Abteilungen, die wiederum in Forschungsbereiche unterteilt sind:
| Abteilungen | Forschungsbereiche              | Forschungsschwerpunkte |
| --- | ------------------------------- | --- |
| Zukünftige Energie- und Industriesysteme Die Forschenden der Abteilung "Zukünftige Energie- und Industriesysteme" entwickeln integrierte Pfade für nachhaltige, klimaneutrale Energiesysteme und energieintensive Industrien, mit denen sich der Übergang in zukunftsfähige Strukturen erreichen und die durch fossile Energien geprägte Ära überwinden lassen. | Energiewende International      | Der Forschungsbereich "Energiewende International" entwickelt Lösungspfade für eine nachhaltige Energiesystem- und Industrietransformation in sich entwickelnden Regionen – insbesondere in Südostasien, Lateinamerika und der MENA-Region.                                                      |
| Zukünftige Energie- und Industriesysteme Die Forschenden der Abteilung "Zukünftige Energie- und Industriesysteme" entwickeln integrierte Pfade für nachhaltige, klimaneutrale Energiesysteme und energieintensive Industrien, mit denen sich der Übergang in zukunftsfähige Strukturen erreichen und die durch fossile Energien geprägte Ära überwinden lassen. | Sektoren und Technologien       | Der Forschungsbereich "Sektoren und Technologien" entwickelt Strategien zur Klimaneutralität des Energie- und Industriesektors unter Berücksichtigung ihrer energie- und ressourcenseitigen Auswirkungen.                                                                                        |
| Zukünftige Energie- und Industriesysteme Die Forschenden der Abteilung "Zukünftige Energie- und Industriesysteme" entwickeln integrierte Pfade für nachhaltige, klimaneutrale Energiesysteme und energieintensive Industrien, mit denen sich der Übergang in zukunftsfähige Strukturen erreichen und die durch fossile Energien geprägte Ära überwinden lassen. | Strukturwandel und Innovation   | Der Forschungsbereich "Strukturwandel und Innovation" gestaltet nachhaltigen Strukturwandel, trägt zur Steigerung der Innovationsfähigkeit von Industrieregionen bei und begreift dabei Klimawandel und Ressourcenschonung als Chance.                                                           |
| Zukünftige Energie- und Industriesysteme Die Forschenden der Abteilung "Zukünftige Energie- und Industriesysteme" entwickeln integrierte Pfade für nachhaltige, klimaneutrale Energiesysteme und energieintensive Industrien, mit denen sich der Übergang in zukunftsfähige Strukturen erreichen und die durch fossile Energien geprägte Ära überwinden lassen. | Systeme und Infrastrukturen     | Der Forschungsbereich "Systeme und Infrastrukturen" analysiert das Zusammenspiel von Technologien, Infrastrukturen und Energieträgern für die Transformation zu einem nachhaltigen Energiesystem.                                                                                                |
| Zukünftige Energie- und Industriesysteme Die Forschenden der Abteilung "Zukünftige Energie- und Industriesysteme" entwickeln integrierte Pfade für nachhaltige, klimaneutrale Energiesysteme und energieintensive Industrien, mit denen sich der Übergang in zukunftsfähige Strukturen erreichen und die durch fossile Energien geprägte Ära überwinden lassen. | Transformative Industriepolitik | Der Forschungsbereich "Transformative Industriepolitik" begleitet und unterstützt politische Prozesse auf dem Weg zu einer klimafreundlichen, ressourcenleichten und nachhaltigen Industrie. |
| Energie-, Verkehrs- und Klimapolitik Durch ihre inter- und transdisziplinären wissenschaftlichen Analysen wirkt die Abteilung "Energie-, Verkehrs- und Klimapolitik" daran mit, transformative Politikstrategien in einer polyzentrischen Mehrebenen-Governance zu entwickeln. Die Abteilung konzipiert, bewertet und ordnet Politikstrategien ein und trägt so dazu bei, die erforderlichen Transformationsprozesse zu einer klimagerechten und ressourcenleichten Welt zu verwirklichen. | Energiepolitik                  | Der Forschungsbereich "Energiepolitik" analysiert Politikpakete und -instrumente für den Übergang zu einem nachhaltigen, weitgehend kohlenstofffreien, energieeffizienten und auf erneuerbaren Energien basierenden Energiesystem.                                                               |
| Energie-, Verkehrs- und Klimapolitik Durch ihre inter- und transdisziplinären wissenschaftlichen Analysen wirkt die Abteilung "Energie-, Verkehrs- und Klimapolitik" daran mit, transformative Politikstrategien in einer polyzentrischen Mehrebenen-Governance zu entwickeln. Die Abteilung konzipiert, bewertet und ordnet Politikstrategien ein und trägt so dazu bei, die erforderlichen Transformationsprozesse zu einer klimagerechten und ressourcenleichten Welt zu verwirklichen. | Internationale Klimapolitik     | Der Forschungsbereich "Internationale Klimapolitik" versteht sich als Navigator internationaler Governance-Prozesse und entwickelt als Architekt transformativer Lösungen auf globaler Ebene integrierte Strategien und Instrumente für die Transformation zur Nachhaltigkeit.                   |
| Energie-, Verkehrs- und Klimapolitik Durch ihre inter- und transdisziplinären wissenschaftlichen Analysen wirkt die Abteilung "Energie-, Verkehrs- und Klimapolitik" daran mit, transformative Politikstrategien in einer polyzentrischen Mehrebenen-Governance zu entwickeln. Die Abteilung konzipiert, bewertet und ordnet Politikstrategien ein und trägt so dazu bei, die erforderlichen Transformationsprozesse zu einer klimagerechten und ressourcenleichten Welt zu verwirklichen. | Mobilität und Verkehrspolitik   | Der Forschungsbereich "Mobilität und Verkehrspolitik" erforscht, durch welche Politiken und Akteure die Transformation des Verkehrssystems hin zu einer zukunftsfähigen Mobilität in Deutschland gestaltet werden kann.                                                                          |
| Energie-, Verkehrs- und Klimapolitik Durch ihre inter- und transdisziplinären wissenschaftlichen Analysen wirkt die Abteilung "Energie-, Verkehrs- und Klimapolitik" daran mit, transformative Politikstrategien in einer polyzentrischen Mehrebenen-Governance zu entwickeln. Die Abteilung konzipiert, bewertet und ordnet Politikstrategien ein und trägt so dazu bei, die erforderlichen Transformationsprozesse zu einer klimagerechten und ressourcenleichten Welt zu verwirklichen. | Stadtwandel                     | Der Forschungsbereich "Stadtwandel" entwickelt innovative Konzepte und Instrumente, die nachhaltige Transformationen in Städten und Regionen ermöglichen. |
| Energie-, Verkehrs- und Klimapolitik Durch ihre inter- und transdisziplinären wissenschaftlichen Analysen wirkt die Abteilung "Energie-, Verkehrs- und Klimapolitik" daran mit, transformative Politikstrategien in einer polyzentrischen Mehrebenen-Governance zu entwickeln. Die Abteilung konzipiert, bewertet und ordnet Politikstrategien ein und trägt so dazu bei, die erforderlichen Transformationsprozesse zu einer klimagerechten und ressourcenleichten Welt zu verwirklichen. | UN-Habitat Collaborating Center | Der Forschungsbereich "UN-Habitat Collaborating Center" ist Teil des Urban Living Lab Center, das transformative Living Labs in Asien, Europa, Afrika und Lateinamerika unterstützt. Das Urban Living Lab Center ist das erste Kollaborationszentrum des Städteprogramms der Vereinten Nationen. |
| Nachhaltiges Produzieren und Konsumieren Die Abteilung erforscht die Gestaltungsmöglichkeiten einer nachhaltigen, ressourcenleichten Gesellschaft und einer sozial-ökologischen Marktwirtschaft, in der Produkte und Dienstleistungen hohe Lebensqualität bieten sowie global oder vor Ort nachhaltig produziert werden. Im Fokus der Forschung steht die sozial-ökologische Balance von unternehmerischen, gesellschaftlichen und technologischen Veränderungen und Innovationen. Diese orientieren sich an der Umsetzung der internationalen Nachhaltigkeitsziele der Vereinten Nationen (Sustainable Development Goals, SDG).                                                                                       | Innovationslabore               | Der Forschungsbereich "Innovationslabore" analysiert, begleitet und gestaltet Innovationsprozesse für nachhaltige Produkte, Dienstleistungen sowie Geschäftsmodelle und unterstützt soziale Interventionen, insbesondere in Unternehmen und Quartieren.                                          |
| Nachhaltiges Produzieren und Konsumieren Die Abteilung erforscht die Gestaltungsmöglichkeiten einer nachhaltigen, ressourcenleichten Gesellschaft und einer sozial-ökologischen Marktwirtschaft, in der Produkte und Dienstleistungen hohe Lebensqualität bieten sowie global oder vor Ort nachhaltig produziert werden. Im Fokus der Forschung steht die sozial-ökologische Balance von unternehmerischen, gesellschaftlichen und technologischen Veränderungen und Innovationen. Diese orientieren sich an der Umsetzung der internationalen Nachhaltigkeitsziele der Vereinten Nationen (Sustainable Development Goals, SDG).                                                                                       | Produkt- und Konsumsysteme      | Der Forschungsbereich "Produkt- und Konsumsysteme" analysiert und bewertet Produktions- und Konsumstrukturen unter dem Gesichtspunkt von Ressourceneffizienz und Nachhaltigkeit. |
| Kreislaufwirtschaft Die Abteilung "Kreislaufwirtschaft" konzentriert ihre Forschung auf die Leitfrage, wie die Transformation der ressourcenintensiven, linearen Ökonomie hin zu einer Kreislaufwirtschaft gelingen kann, bei der der Wert und die in Produkten enthaltenen Rohstoffe nach ihrer Nutzungsphase möglichst optimal erhalten bleiben. Die Forschenden entwickeln Zielbilder und Instrumente für die Kreislaufwirtschaft und untersuchen dabei insbesondere die Rolle der Digitalisierung, als wesentliche Voraussetzung für das Schließen von Stoffkreisläufen. Daran anknüpfend bildet die Analyse des Wechselspiels zwischen Digitalisierung und Nachhaltigkeit einen Arbeitsschwerpunkt der Abteilung. | DigitaleTransformation          | Der Forschungsbereich "DigitaleTransformation" untersucht die Perspektiven der Digitalisierung und wie sie für die Nachhaltigkeitstransformation genutzt und zu einer nachhaltigen, digitalen Transformation gestaltet werden kann.                                                              |
| Kreislaufwirtschaft Die Abteilung "Kreislaufwirtschaft" konzentriert ihre Forschung auf die Leitfrage, wie die Transformation der ressourcenintensiven, linearen Ökonomie hin zu einer Kreislaufwirtschaft gelingen kann, bei der der Wert und die in Produkten enthaltenen Rohstoffe nach ihrer Nutzungsphase möglichst optimal erhalten bleiben. Die Forschenden entwickeln Zielbilder und Instrumente für die Kreislaufwirtschaft und untersuchen dabei insbesondere die Rolle der Digitalisierung, als wesentliche Voraussetzung für das Schließen von Stoffkreisläufen. Daran anknüpfend bildet die Analyse des Wechselspiels zwischen Digitalisierung und Nachhaltigkeit einen Arbeitsschwerpunkt der Abteilung. | Zirkuläre Systeme               | Der Forschungsbereich "Zirkuläre Systeme" untersucht, wie Stoffkreisläufe geschlossen und der Ressourcenverbrauch reduziert werden können. Dabei nehmen die Forschenden eine Systemperspektive ein, führen Bewertungen durch und entwickeln geeignete Zielbilder.                                |
| Kreislaufwirtschaft Die Abteilung "Kreislaufwirtschaft" konzentriert ihre Forschung auf die Leitfrage, wie die Transformation der ressourcenintensiven, linearen Ökonomie hin zu einer Kreislaufwirtschaft gelingen kann, bei der der Wert und die in Produkten enthaltenen Rohstoffe nach ihrer Nutzungsphase möglichst optimal erhalten bleiben. Die Forschenden entwickeln Zielbilder und Instrumente für die Kreislaufwirtschaft und untersuchen dabei insbesondere die Rolle der Digitalisierung, als wesentliche Voraussetzung für das Schließen von Stoffkreisläufen. Daran anknüpfend bildet die Analyse des Wechselspiels zwischen Digitalisierung und Nachhaltigkeit einen Arbeitsschwerpunkt der Abteilung. | Zirkulärer Wandel               | Der Forschungsbereich "Zirkulärer Wandel" untersucht, wie sich der Transformationsprozess in Richtung Circular Economy gemeinsam mit den Akteuren des Wandels gestalten, steuern und beschleunigen lässt.                                                                                        |

## Kooperationen und Netzwerke
Das Institut arbeitet mit einer Vielzahl von Universitäten und Instituten im In- und Ausland zusammen. Kooperationen bestehen unter anderem mit der Bergischen Universität Wuppertal (u. a. im Master-Studiengang Sustainability Management und dem gemeinsamen Forschungszentrum TransZent), der FernUniversität Hagen (Kooperationsstudiengang infernum), der Folkwang Universität der Künste in Essen, dem Fraunhofer-Institut für Umwelt-, Sicherheits- und Energietechnik (UMSICHT) in Oberhausen, dem Institute for Advanced Sustainability Studies (IASS) in Potsdam, der Leuphana Universität Lüneburg, der Universität Kassel und der Universität Osnabrück. Im Ausland kooperiert das Wuppertal Institut unter anderem mit dem Fachbereich Umwelt- und Ingenieurwissenschaften der chinesischen Tsinghua-Universität, dem japanischen Institute for Global Environmental Strategies (IGES) und dem indischen The Energy and Resources Institute (TERI). Darüber hinaus ist das Wuppertal Institut in zahlreichen Netzwerken aktiv.
Das Wuppertal Institut ist Mitglied der Johannes-Rau-Forschungsgemeinschaft (JRF). Die JRF ist die Dachorganisation 16 unabhängiger, gemeinnütziger Forschungsinstitute in Nordrhein-Westfalen. Die Institute betreiben nachhaltige und zukunftsorientierte Forschung für Gesellschaft, Wirtschaft und Politik. Neben den 16 wissenschaftlichen Mitgliedern ist das Land NRW ebenfalls Mitglied, vertreten durch das Ministerium für Kultur und Wissenschaft NRW. Zu den gemeinsamen Aufgaben der JRF gehören die Forschungskooperation, die Förderung von wissenschaftlichem Nachwuchs, die Öffentlichkeitsarbeit und eine regelmäßige Evaluation der Mitgliedsinstitute.
Darüber hinaus ist das Wuppertal Institut Mitglied des Netzwerks „Ecornet – Ecological Research Network“. Ecornet ist ein Netzwerk von 8 unabhängigen, gemeinnützigen Instituten der Umwelt- und Nachhaltigkeitsforschung in Deutschland. Es soll den gesellschaftlichen Wandel in Richtung Nachhaltigkeit mitgestalten und wissenschaftlich fundieren. Seit ihrer Gründung haben sich die Ecornet-Institute darauf spezialisiert, komplexe Probleme praxisnah und über die Grenzen der wissenschaftlichen Disziplinen hinweg zu bearbeiten. Sie haben sich zum Ecornet zusammengeschlossen, um ihre Kompetenzen zu erweitern und gebündelt in die Forschungslandschaft einzubringen.

## Kommunikation
Das Institut legt seit der Gründung Wert auf die zielgruppengerechte Aufbereitung der Forschungsergebnisse und kommuniziert diese aktiv: In der Wissenschaft durch Publikationen und auf Veranstaltungen sowie durch Vernetzung mit Partnern im In- und Ausland; in der Bildung durch Projekte und Kooperationen mit Trägern aller Art sowie durch Lehrveranstaltungen und Lehrmaterialien; in Politik, Wirtschaft und Gesellschaft durch Dialog, projektorientierte Beratung, geförderte Forschung, Innovationsprojekte (Reallabore, Modellvorhaben, Pilotprojekte) und anwenderorientierte Publikationen; in der breiten Öffentlichkeit durch populärwissenschaftliche Literatur (Sachbücher), Veranstaltungen sowie zahlreiche Beiträge in den Medien. Mit dem Ziel gesellschaftlicher Veränderungsprozesse macht das Wuppertal Institut viele seiner Publikationen und Forschungsergebnisse im Rahmen seiner Open Access Policy der Öffentlichkeit digital kostenfrei zugänglich.